# شهر شینگهوا، هوبئی
شهر شینگهوا، هوبئی (به لاتین: Xinghua Township) یک شهرک در جمهوری خلق چین است که در شهرستان هونگان واقع شده‌است. شهر شینگهوا ۶۶ متر بالاتر از سطح دریا واقع شده‌است.